# François Musso
François Musso (ur. 1 października 1935 w Ajaccio) – francuski polityk, samorządowiec i rolnik, poseł do Parlamentu Europejskiego II i III kadencji, od 1987 do 1989 jego wiceprzewodniczący.

## Życiorys
Jego ojciec był senatorem. Początkowo zdobył wykształcenie średnie w zakresie rolnictwa. Uzyskał dyplom z prawa i ekonomii na Université Panthéon-Sorbonne, na tej uczelni obronił magisterium z zakresu ekonomii rolnictwa i prawa. Zawodowo pracował jako farmer.
Związał się ze Zgromadzeniem na rzecz Republiki. Z jego ramienia zasiadał w radzie miejskiej w Ajaccio. W 1984 zdobył mandat deputowanego do Parlamentu Europejskiego. W 1989 ubiegał się o reelekcję, mandat zdobył 16 października 1989 w miejsce Alaina Juppé. Przystąpił do Europejskiego Sojuszu Demokratycznego, w którym objął funkcję wiceprzewodniczącego w latach 1987–1989. Od stycznia 1987 do lipca 1989 sprawował także funkcję wiceprzewodniczącego Parlamentu. Należał m.in. do Komisji ds. Rolnictwa, Rybołówstwa i Rozwoju Wsi Komisji ds. Polityki Regionalnej, Planowania Regionalnego i Stosunków z Władzami Regionalnymi i Lokalnymi oraz Komisji ds. Instytucjonalnych. W Europarlamencie zainicjował także w 1987 powstanie grupy reprezentującej wyspy i tereny zamorskie. Został również dyrektorem regionalnego oddziału Crédit Agricole. W 1998 został aresztowany w związku z nadużyciami przy udzielanych mu pożyczkach, był później oskarżany o łapownictwo i nadużycia finansowe.
Odznaczony m.in. Krzyżem Waleczności Wojskowej.